# Ligota (Łódź)
Ligota [pronunciación en polaco: /liˈɡɔta/] es un pueblo ubicado en el distrito administrativo de Gmina Widawa, dentro del condado de Łask, Voivodato de Łódź, en el centro de Polonia. Se encuentra a unos 5 kilómetros al norte de Widawa, a 19 kilómetros al suroeste de Łask, y a 51 kilómetros al suroeste de la capital regional Łódź .